# Mackay Reefs
Mackay Reefs är ett rev på Stora barriärrevet i Australien.   Det ligger 50 km nordost om Cooktown i delstaten Queensland.